# Libro de agricultura (de Abú Zacaría)
El Kitāb al-Filāḥa (en árabe: كتاب الفلاحة‎ ), traducido al castellano como Libro de agricultura, es un tratado medieval andalusí del escritor sevillano Ibn al-ʿAwwām, también conocido como Abú Zacaría. En él se compilan gran cantidad de técnicas y conocimientos de agronomía, ganadería, avicultura y apicultura de la época.
En el Libro de agricultura se tratan 585 plantas útiles, así como el cultivo de más de 50 árboles frutales, aportando valiosas observaciones sobre variedades agrícolas, suelos, estiércol, injertos de plantas y plagas. Por ejemplo, en el décimo octavo capítulo se describen las diferentes razas de cebada, así como las indicaciones de cultivo para cada una, recomendando plantar este cereal en suelos pobres que no favorezcan el cultivo de trigo. Manuel Martínez Llopis lo definió como el «mayor exponente de la altura que llegó a alcanzar la agricultura árabe en España».
Una buena parte del contenido de este manuscrito se deriva de la literatura griega y árabe, especialmente del tratado La agricultura nabatea de Ibn Waḥshiyah, aunque Ibn al-ʿAwwām realiza mucha aportación de conocimiento también.